# Arnold van den Berge
Arnold van den Berge (* 14. Jahrhundert; † vor 1370 in Aachen) war Schöffe und Bürgermeister der Reichsstadt Aachen.

## Leben und Wirken
Arnold van den Berge wurde erstmals 1350 als Mitglied des Schöffenstuhls in Aachen urkundlich erwähnt und gehörte ein Jahr später dem Stadtrat an. Im Jahr 1364 wurde er dann zum Bürgermeister der Freien Reichsstadt Aachen und zugleich für die Dauer der Vertragsverlängerung zum Geschworenen des Landfriedensbündnisses Maas-Rhein gewählt. Ein Jahr später ernannte ihn die Stadt  zum Richter des Schöffenstuhls.
Arnold van den Berge war vermählt mit einer gewissen Heilke, mit der er mindestens drei Töchter hatte. Da seine Frau 1370 als Witwe bezeichnet wird, ist davon auszugehen, dass Arnold van dem Berge zwischen 1365 und 1370 verstarb.